# Spinolidia sarmenta
Spinolidia sarmenta är en insektsart som beskrevs av Nielson 1988. Spinolidia sarmenta ingår i släktet Spinolidia och familjen dvärgstritar. Inga underarter finns listade i Catalogue of Life.